# Estación de Treto
Treto, también Treto-Laredo, es una estación ferroviaria situada en la localidad de Treto perteneciente al municipio español de Bárcena de Cicero, en Cantabria. Forma parte de la red de ancho métrico de Adif, operada por Renfe a través de su división comercial Renfe Cercanías AM. Cuenta con servicios de media distancia prestados por trenes regionales de la línea R-3f, que une Santander con Bilbao.

## Situación ferroviaria
La estación forma parte de las siguientes líneas férreas:
- Pk. 573,3 de la línea de ferrocarril de vía estrecha que une Ferrol con Bilbao, en su sección de Orejo a Traslaviña,[3] tomando Ferrol como punto de partida, lo que explica el elevado kilometraje. Este kilometraje es el que predomina en la señalización.
- Pk. 75,847 de la línea de ferrocarril de vía estrecha de Bilbao a Santander, en su sección de Traslaviña a Orejo,[2] tomando Bilbao como punto de partida.

El tramo es de vía única en ancho métrico y está sin electrificar. La estación se encuentra a 10 metros de altitud. Se corresponde con la línea 08-780 - Santander-Bilbao La Concordia de la Red Ferroviaria de Interés General de España, administrada por el ente público Adif.

## Historia
Los orígenes de la línea están en la Compañía del Ferrocarril de Santander a Solares, cuya línea fue abierta a la explotación el 3 de marzo de 1892 en ancho ibérico entre las citadas poblaciones. En 1893 se constituyó la Compañía del Ferrocarril de Zalla a Solares, como paso previo a su integración en 1894 en la Compañía del Ferrocarril de Santander a Bilbao.  Posteriormente, Orejo (Santander) fue la estación seleccionada en la línea para la conexión con el tramo de enlace de 78 km de longitud en ancho métrico con el Ferrocarril del Cadagua, también de ancho métrico. Esta conexión a la que pertenece Treto permitiría la conexión ferroviaria entre Santander y Bilbao. Comenzado por la Compañía del Ferrocarril de Zalla a Solares, fue concluida por la Compañía de los Ferrocarriles de Santander a Bilbao, empresa constituida el 1 de julio de 1893, por fusión de las tres compañías (Santander-Solares, Zalla-Solares y Cadagua).
Finalmente, el 6 de junio de 1896 quedó establecida la conexión desde Zalla con Santander, si bien los viajes directos entre ambas capitales de provincia sólo pudieron llevarse a cabo hasta unos días después, cuando se culminó el cambio de ancho ibérico a métrico entre Santander y Solares la noche del 19 al 20 de junio de 1896. El 6 de julio de 1896 fue inaugurada oficialmente la línea entre Santander y Bilbao. El 1 de enero de 1914 la estación se adhirió al servicio internacional de paquetes postales, estando habilitada para recibir o expedir directamente paquetes postales en las relaciones con todos los países adscritos al mencionado servicio. El servicio se prestaba a domicilio.
El estallido de la Guerra Civil en 1936 dejó la estación en zona republicana. Ante la nueva situación el gobierno republicano, que ya se había incautado de las grandes compañías ferroviarias mediante un decreto de 3 de agosto de 1936, permitió que en la práctica el control recayera en comités de obreros y ferroviarios. Con la victoria del tropas sublevadas en la Batalla de Santander en septiembre de 1937, FSB retoma el control de la línea. Hay que destacar que esta línea no pasó a manos de RENFE en 1941 por no ser de ancho ibérico (1668 mm). El 1 de agosto de 1962 el Estado, mediante en el ente Explotación de Ferrocarriles por el Estado (EFE) asume la explotación de las líneas de la Compañía de los Ferrocarriles de Santander a Bilbao, siendo transferida la misma a FEVE a partir de 1965.
FEVE resolvió en 1975 establecer el enlace de las líneas Bilbao-León y Bilbao-Santander en la estación de Aranguren (Vizcaya), en lugar de la de Iráuregui, volviendo a la situación anterior a 1911. Esto permitiría ahorrar tiempo en los trasbordos hacia Valmaseda desde la estación de Treto.
El 1 de enero de 2013, se disolvió la empresa FEVE en un intento del gobierno por unificar vía ancha y estrecha, encomendándose la titularidad de las instalaciones ferroviarias a Adif y la explotación de los servicios ferroviarios a Renfe Operadora, distinguiéndose la división comercial de Renfe Cercanías AM para los servicios de pasajeros y de Renfe Mercancías para los servicios de mercancías.

## La estación
Pertenece a las estaciones originales de la línea, siendo su diseño de Valentín Gorbeña Ayagarragaray. Se encuentra en el barrio de la estación de Treto, separado del mismo por la trinchera del ferrocarril. Es accesible por un desvío de la carretera nacional N-634, nada más cruzar el Río Asón, viniendo de Colindres. El edificio de viajeros presenta disposición central y está situado a la izquierda de vía principal en kilometraje ascendente. Es una estructura cuadrangular de dos plantas con tres vanos por costado y planta (algunos dobles) más buhardilla, con tejado a dos aguas en sentido longitudinal a las vías en voladizo. Dispone de marquesina en toda la extensión longitudinal del edificio de cara a la vía. Frente a él discurre la vía 1 (principal) y junto a él finaliza en toperas la vía 3 (de apartado) y conectada por el costado de Bilbao. Por el segundo andén (lateral) se accede a la vía derivada 2. Este andén dispone de un pequeño refugio para los usuarios. Se totalizan dos andenes y tres vías, a los que hay que hay que añadir una vía muerta, ya sin servicio, que atendía a una factoría contigua a la estación, habiendo sido retiradas el resto de vías de apartado para hacer una explanada de aparcamiento en el espacio ganado. Los cambios de andén se hacen a nivel. Un almacén anexo al edificio de viajeros completa las instalaciones.
El tramo dispone de Bloqueo Automático en Vía Única (BAU) con Control de Tráfico Centralizado (CTC).

## Servicios ferroviarios

### Regionales
Los trenes regionales que realizan el recorrido Santander - Bilbao (línea R-3f) tienen parada en esta estación. La frecuencia es de trenes diarios por sentido, existiendo un servicio adicional (línea R3a) de lunes a viernes entre Marrón y Santander en ambos sentidos. Los servicios ferroviarios en la relación Bilbao-Santander, para los trayectos regionales, se prestan exclusivamente con composiciones diésel de la serie 2700
| Línea | Origen/Destino | Paradas intermedias | Destino/Origen   |
| --- | -------------- | --- | ---------------- |
| | Santander      | Valdecilla-La Marga · Nueva Montaña · Valle Real · Maliaño-La Vidriera · Astillero · La Cantábrica* · San Salvador* · Heras · Orejo · Puente Agüero · Villaverde de Pontones · Hoz de Anero · Beranga · Gama · Cicero · Treto · Limpias · Marrón · Udalla · Gibaja · Carranza · Villaverde Trucios · Arcentales ·Traslaviña · Mimétiz · Aranguren · Sodupe · Zaramillo · Iráuregui · Zorroza-Zorrozgoiti · Basurto Hospital · Amézola | Bilbao Concordia |
| * En los apeaderos de La Cantábrica y San Salvador sólo efectúan parada los servicios de la línea R3a Santander - Marrón. |                | |                  |